# Стрибки з трампліна на зимових Олімпійських іграх 2018
Змагання зі стрибків з трампліна на зимових Олімпійських іграх 2018 в Пхьончхані проходили з 8 по 19 лютого в парку для стрибків з трампліна, розташованому на курорті «Альпензія», поблизу селища Деквалмйон.
В рамках змагань було розіграно 4 комплекти нагород.

## Кваліфікація
За підсумками кваліфікаційних змагань олімпійські ліцензії отримали 100 спортсменів (65 чоловіків і 35 жінок), при цьому максимальна квота для одного олімпійського комітету складає 8 спортсменів.

## Розклад
Увесь час (UTC+9).
| Дата      | Старт | Змагання                       |
| --------- | ----- | ------------------------------ |
| 8 лютого  | 21:30 | Нормальний трамплін (чоловіки) |
| 10 лютого | 21:35 | Нормальний трамплін (чоловіки) |
| 12 лютого | 21:50 | Нормальний трамплін (жінки)    |
| 16 лютого | 21:30 | Великий трамплін (чоловіки)    |
| 17 лютого | 21:30 | Великий трамплін (чоловіки)    |
| 19 лютого | 21:30 | Великий трамплін (команди)     |

## Чемпіони та медалісти

### Таблиця медалей
| Місце | Країна          | Золото | Срібло | Бронза | Загалом |
| ----- | --------------- | ------ | ------ | ------ | ------- |
| 1     | Норвегія (NOR)  | 2      | 1      | 2      | 5       |
| 2     | Німеччина (GER) | 1      | 3      | 0      | 4       |
| 3     | Польща (POL)    | 1      | 0      | 1      | 2       |
| 4     | Японія (JPN)    | 0      | 0      | 1      | 1       |
|       | Усього          | 4      | 4      | 4      | 12      |

### Змагання
| Дисципліна                    | Золото                                                                                   | Золото | Срібло                                                                   | Срібло | Бронза                                                         | Бронза |
| ----------------------------- | ---------------------------------------------------------------------------------------- | ------ | ------------------------------------------------------------------------ | ------ | -------------------------------------------------------------- | ------ |
| Нормальний трамплін, особисті | Андреас Веллінгер · Німеччина                                                            | 259.1  | Йоганн Андре Форфанг · Норвегія                                          | 250.9  | Роберт Юганссон · Норвегія                                     | 249.7  |
| Великий трамплін, особисті    | Каміль Стох · Польща                                                                     | 285.7  | Андреас Веллінгер · Німеччина                                            | 282.3  | Роберт Юганссон · Норвегія                                     | 275.3  |
| Великий трамплін, командні    | Норвегія (NOR) Даніель-Андре Танде Андреас Стьєрнен Йоганн Андре Форфанг Роберт Юганссон | 1098.5 | Німеччина (GER) Карл Гайгер Штефан Лайє Ріхард Фрайтаґ Андреас Веллінгер | 1075.7 | Польща (POL) Мацей Кот Стефан Гуля Давід Кубацький Каміль Стох | 1072.4 |
| Жінки, нормальний трамплін    | Марен Лундбю · Норвегія                                                                  | 264.6  | Катаріна Альтгаус · Німеччина                                            | 252.6  | Таканасі Сара · Японія                                         | 243.8  |